# Arnaldo Alberti (Schriftsteller, 1936)
Arnaldo Alberti (* 24. November 1936 in Brissago) ist ein Schweizer Journalist, Schriftsteller, Essayist, Publizist und Major der Schweizer Armee.

## Leben
Arnaldo wurde 1936 in Brissago am Lago Maggiore geboren. Er besuchte Sekundarschulen und Verwaltungsausbildung zum Kommunalbeamten. Dann war er Zivilstandsbeamter und Leiter des Vormundschaftsdienstes der Stadt Locarno von 1966 bis 1995. Er war Mitglied der Eidgenössischen Zivilstandskommission von 1979 bis 1995. Als Journalist war er Mitarbeiter der Wochenzeitung Il Caffé und der Tageszeitung La Regione.
Sein Debüt gab er 1954 mit einer preisgekrönten Kurzgeschichte. Er schrieb Romane, Kurzgeschichten, Hörspiele und Beiträge für Zeitschriften und Zeitungen in der italienischen Schweiz. Alberti war schon immer der Romanform zugetan. Im Jahr 1995 schrieb er CH 91, das dem Diebstahl eines Gemäldes gewidmet ist, und im Jahr 2005 den historisch inspirierten Roman Evviva il duce. Zuvor erschienen La famiglia di Beatrice, mit dem er den Premio Ascona 1983 gewann, und Via Sant’Antonio. Diese beiden Romane sind zusammen mit dem unveröffentlichten Giusquiamo von 1962 in einem Band mit dem Titel Trilogia di Locarno zusammengefasst, der 2010 bei NEM erschienen ist. Giovanni Orelli sagt über ihn: [...] wenn Alberti dem Politikwissenschaftler zu viel Raum gibt, wird seine Schrift weniger kontrolliert. Im Gegenteil, wenn der Erzähler seinem Erfindungsreichtum frönt, wird die Seite siegreich zum Leben erweckt, und diese Fälle sind viel häufiger. Die Zeit anzuhalten ist das Ziel der märchenhaften Dimension, und Arnaldo Alberti ist ein Märchenliebhaber. Der Kunsthistoriker Dalmazio Ambrosioni schreibt seinerseits, dass Arnaldo Alberti ein engagierter Schriftsteller im Sinne von engagé ist. Er ist Autor der Essaysammlung Presente e Passato (2007) und der Kurzgeschichten 18 Racconti (2012).
Er ist Mitglied der Associazione Svizzera-Cuba und wohnt in Locarno.

## Werke
- Manuale per la delegazione tutoria. Dipartimento di giustizia, Bellinzona 1983.
- D’autre part. Delémont 1994.
- Evviva il duce. Edizioni Ulivo, Balerna 2005.
- Trilogia di Locarno : Giusquiamo; La famiglia di Beatrice; Via Sant’Antonio. Nuova Editrice Magenta, Varese 2010.
- Gente di Brissago. Edizioni Mimesis, Collana: Narrativa/Meledoro, Milano 2015.
- L’inviato. ANAedizioni, Locarno 2015.
- Eclisse liberale. Mit Vorrede von Dick Marty, Mimesis, Milano 2018.

## Ehrungen
- Zweiter Preis im TSI-Wettbewerb für ein Fernsehoriginal 1970.
- Preis der SSS und der Wochenzeitung Cooperazione für eine Kurzgeschichte 1976.
- II° Literaturpreis Ascona 1983.
- Preis beim Internationalen Literatur- und Poesiefestival der Gemeinde Valverde 1986.
- ASSI-RTSI-Preis für ein Hörspiel 1987.
- Premio Città di Montepulciano für eine Kurzgeschichte 1988.
- Literarische Aufträge von Pro Elvezia 1979 und 1989.